# 滨海莫佩尔蒂
滨海莫佩尔蒂（法語：Maupertus-sur-Mer，法語發音：[mopɛʁty syʁ mɛʁ]）是法国芒什省的一个市镇，属于瑟堡区。

## 地理
滨海莫佩尔蒂（49°39'28"N, 1°29'4"W）面积3.42 平方千米，位于法国诺曼底大区芒什省，该省份为法国西北部沿海省份，西、北、东北三面环大西洋，东起顺时针与卡爾瓦多斯省、奧恩省、马耶讷省和伊勒-维莱讷省接壤。
与滨海莫佩尔蒂接壤的市镇（或旧市镇、城区）包括：费芒维尔、布雷特维尔、卡讷维尔、戈讷维尔-勒泰伊。

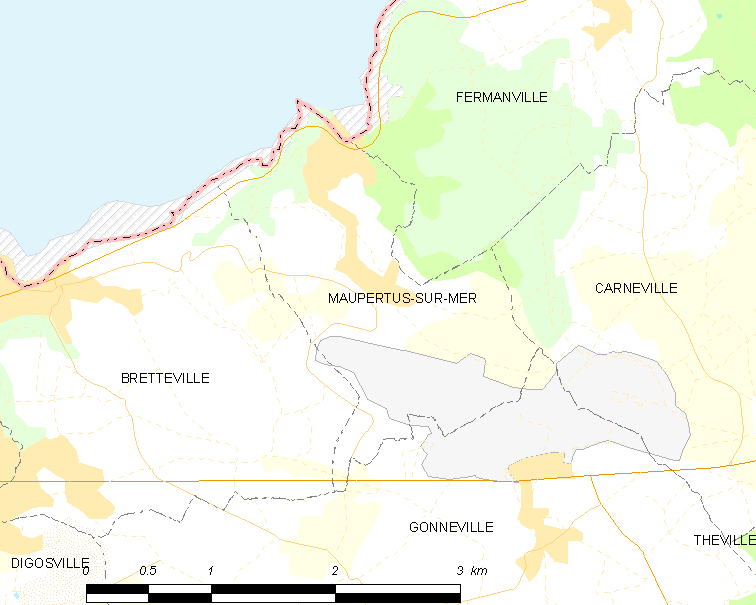
滨海莫佩尔蒂的OSM定位图

滨海莫佩尔蒂的时区为UTC+01:00、UTC+02:00（夏令时）。

## 行政
滨海莫佩尔蒂的邮政编码为50330，INSEE市镇编码为50296。

## 政治
滨海莫佩尔蒂所属的省级选区为赛尔河谷县。

## 人口

1962-2008年间滨海莫佩尔蒂人口变化图示

滨海莫佩尔蒂于2022年1月1日时的人口数量为229人。